# TV・eye
『TV・eye』（ティーヴィー・アイ）は、1980年10月3日から1982年3月26日まで日本テレビ系列局で放送されていた日本テレビ製作の報道番組である。放送時間は毎週金曜 22:00 - 22:54。

## 概要
7年間娯楽番組が続いた金曜22時台でスタートした「民放初のニュースショー」。突発的な事件から教育問題に至るまでを、視聴者に易しく解説・報告することをコンセプトにしていた。番組は、左目と左眉を合わせたマークをシンボルマークにしていた。

## キャスター
- 立木義浩[1]
- 沢田亜矢子[1] - 番組放送当日の午前には『ルックルックこんにちは』に生出演していた。